# Chillarón de Cuenca
Chillarón de Cuenca est une municipalité espagnole de la province de Cuenca, dans la région autonome de Castille-La Manche.